# 帝國戰神：巴霍巴利王
《帝國戰神：巴霍巴利王》是一部2015年印度史詩歷史片，由S·S·拉傑摩利執導和編劇。本片同時包含了泰盧固語和坦米爾語並額外配音了印地語、馬拉雅拉姆語和法語。由普拉巴斯、拉納·達古巴提、安努舒卡·謝蒂和塔曼娜·巴提亞主演。本片的片名與部分情節會使人聯想到耆那教的神祇巴胡巴利，但製作團隊堅稱故事是虛構的以避免宗教爭議。
電影預算高達12億盧比（約1800萬美元），於2015年7月在十個國家上映後獲得了影評人一致好評，並成為印度國內最賣座的印度電影和國外第三賣座的印度電影（票房紀錄已被續集《巴霍巴利王：磅礴終章》和《我和我的冠軍女兒》等電影超越）。本片為首部票房總計超過60億盧比（約8800萬美元）的南印電影和在印地語配音版電影中首部票房超過10億盧比（約1500萬美元）的非印地語電影，同時也是最賣座的泰盧固語電影。
文森·塔永負責電影的國際版剪輯，發行地包括韓國的釜山國際影展、西班牙的錫切斯影展、法國的Utopiales影展、臺灣的金馬國際影展、愛沙尼亞的塔林黑之夜影展、巴黎的L'Étrange影展、波蘭的五口味影展和檀香山的夏威夷國際影展。電影的國際版已陸續安排在中國大陸、臺灣、日本、韓國、印尼、泰國、越南、寮國、柬埔寨、緬甸、東帝汶與一些歐洲和拉丁美洲國家發行。

## 劇情
在古印度的瑪西瑪帝國中，一名老婦人(王太后席娃伽彌 (Ramya Krishnan飾演)) 帶著一位嬰兒逃到了巨大的瀑布旁。嬰兒和老婦人被瀑布沖到了下游，附近的村人發現了嬰兒，走近一看發現是一名老婦人手捧著嬰兒免於被水沖走，老婦人淹死前手指向了巨大瀑布，嬰兒後來被沒有小孩的桑卡給收養。村人將瀑布旁一個通往瀑布上方的洞穴封了起來，深怕有一天會有人來搶走嬰兒。
嬰兒被桑卡取名為濕婆度 (Prabhas飾)，從小便有股未知動力促使他屢次嘗試爬上瀑布，然後都失敗了。濕婆度長大後成了一位異於常人、擁有巨大力量的男人，某天覺得母親以往為向神像祈願，往返取水澆水的動作太累人，便一口氣將神像連同巨大的石座一起扛到瀑布下。也就在那一天，在濕婆瀑布發現了一個女性穿戴的木製面具，那股未知的動力變得更加強烈，於是他為了找出面具背後的主人再度挑戰登瀑布，過程中不時出現神秘女子的幻象，最後歷經困難終於成功爬上了瀑布。
濕婆度一眼就找出了面具的主人－一名叫做阿凡提 (塔曼娜·巴提亞飾) 的反抗軍女戰士，正秘密的策畫能推翻瑪西瑪帝國的獨裁者帕拉提婆 (Rana Daggubati飾) 並救出前任皇后提婆犀那 (Anushka Shetty飾)的革命。阿凡提被反抗軍的領導者選上，成為了營救任務的帶領者。
在經過一連串跟蹤、作弄女方之後，得知濕婆度為了她而爬上瀑布後，阿凡提和濕婆度相愛。濕婆度願意代替他的愛人，孤身前往營救皇后。在逃離的過程中濕婆度被帝國第一戰士兼奴隸的卡塔帕 (Sathyaraj飾) 追殺，濕婆度被追上後和卡塔帕與帝國軍隊戰鬥，連阿凡提的反抗軍和桑卡帶領的村人們都來到現場。濕婆度在過程中殺死了帕拉提婆的兒子巴德拉 (Adivi Sesh飾) ，卡塔帕這時才發現濕婆度便是傳說中帝國前任君王亞美德拉‧巴霍巴利的親生兒子－瑪罕德拉‧巴霍巴利。
卡塔帕和濕婆度說出了他父親亞美德拉的故事。當年，亞美德拉的父親兼帝國君王去世，席娃伽彌在王位從缺的時期攝政，同時將年幼的亞美德拉與親生兒子帕拉提婆培養成為未來的君王。但比起殘暴的哥哥帕拉提婆，亞美德拉較為賢明且懂得善待老百姓。
當黑人部落克拉卡雅進攻瑪西瑪帝國時，太后立下了誰能斬下克拉卡雅酋長的頭便可成為新一任的帝王的誓言。但帕拉提婆的父親昆伽提婆 (Nassar飾) 卻將大部分的軍隊與武器都分給了自己的兒子，只留少部份給亞美德拉。就在瑪西瑪帝國快要輸的時候，亞美德拉激發了士兵的士氣，再掀起一波進攻。克拉卡雅這時將瑪西瑪帝國被俘虜的老百姓拿出來當作擋箭牌，帕拉提婆不管老百姓的死活便殺進了敵陣，但亞美德拉卻用妙計拯救了老百姓。就在亞美德拉要生擒克拉卡雅國王的時候，帕拉提婆將國王殺死，準備接受自己成為新任帝王。但太后席娃伽彌卻宣布亞美德拉的領導能力出眾和選擇拯救老百姓的性命，將王位傳給了亞美德拉。
還無法接受事實的濕婆度這時問是誰殺死了偉大的亞美德拉，卡塔帕卻說出了驚人的事實。卡塔帕便是25年前政變時親手殺死濕婆度父親之人...。
濕婆度的故事在續集《巴霍巴利王：磅礴終章》續有敍述。

## 演員
- 普拉巴斯 同時飾演 亞美德拉‧巴霍巴利 和 瑪罕德拉‧巴霍巴利（濕婆度）
- 拉納·達古巴提 飾 帕拉提婆
- 安努舒卡·謝蒂 飾 提婆犀那
- 塔曼娜·巴提亞 飾 阿凡提
- 拉姆婭·克里希南 飾 席娃伽彌
- Sathyaraj 飾 卡塔帕
- 奈薩爾 飾 昆伽提婆
- 蘿西妮 飾 桑卡
- Tanikella Bharani 飾 Swamiji
- Adivi Sesh 飾 巴德拉
- Prabhakar 飾 克拉卡雅國王
- 蘇迪普 飾 Aslam Khan（客串）
- S·S·拉傑摩利 飾 靈魂賣家（客串）
- 諾拉·法德希 飾 綠色上衣的舞者（客串）[18]
- 史嘉蕾·梅利許·威爾森 飾 橙色上衣的舞者（客串）[19]
- Sneha Upadhyay 飾 藍色上衣的舞者（客串）

## 續集
續集《巴霍巴利王：磅礴終章》定於2017年4月14日上映，作為故事的完結篇。

## 外部連結
- 官方网站
- 互联网电影数据库（IMDb）上《帝國戰神：巴霍巴利王》的资料（英文）
- Box Office Mojo上《帝國戰神：巴霍巴利王》的資料（英文）
- 《帝國戰神：巴霍巴利王》的Bollywood Hungama頁面